# I Know You're Married But I've Got Feelings Too
I Know You're Married But I've Got Feelings Too è il secondo album in studio della cantautrice statunitense di origine canadese Martha Wainwright, pubblicato nel 2008.

## Tracce
Tutte le tracce sono di Martha Wainwright tranne dove indicato.
1. Bleeding All Over You – 3:45
2. You Cheated Me – 3:15
3. Jesus & Mary – 3:41
4. Comin' Tonight – 3:17
5. Tower Song – 3:28
6. Hearts Club Band – 4:21
7. So Many Friends – 3:25
8. In the Middle of the Night – 4:44
9. The George Song – 3:36
10. Niger River – 3:52
11. Jimi – 5:24
12. See Emily Play (Syd Barrett) – 2:18
13. I Wish I Were – 4:19
14. Love Is a Stranger (Annie Lennox, David A. Stewart) – 3:41